# Missy Bangala
Missy Bangala, née à Kinshasa le 12 mai 1982, est une écrivaine, journaliste et responsable culturelle. Elle est initiatrice du Café littéraire de Missy, qui est une plateforme de promotion de la littérature congolaise.

## Biographie
Missy M. Bangala est l'initiatrice du Café littéraire de Missy, sélectionnée par le salon du livre de Genève pour représenter la RDC à l'élaboration d'un projet de correspondances littéraires en partenariat avec la Fête du livre de Kinshasa, ; de ce fait, elle peut être considérée comme porteuse d'un engagement associatif pour les auteurs congolais et leurs œuvres.
Élue en 2019 ambassadrice lors du Festival du livre et de la bible, elle produit une chronique sur la vie littéraire kinoise sur Radio France Internationale. 
Actuellement gestionnaire de projets culturels au sein de la Délégation de l’Union européenne en République démocratique du Congo, Missy Bangala, récemment devenue vice-présidente du collège littérature de la société civile congolaise des droits d’auteurs, prépare son premier livre pour enfants,.